# Asura crocota
Asura crocota är en fjärilsart som beskrevs av George Francis Hampson 1900. Asura crocota ingår i släktet Asura och familjen björnspinnare. Inga underarter finns listade i Catalogue of Life.